# Califat Abbàssida
Els abbàssides o abbassís (àrab: العباسيون, al-ʿabbāsiyyūn o بنو العباس, Banū l-ʿAbbās) foren una dinastia de califes àrabs que governà políticament i religiosa el món musulmà des del 750 fins al 1258, amb un prolongament a Egipte fins al 1517, quan el seu paper va ser assumit pel soldà de Turquia (Imperi Otomà).

## Orígens del llinatge abbàssida
El llinatge abbàssida té un origen comú amb els omeies: Qurayx Abd-Manaf, pare d'Abd-Xams (ancestre dels omeies) i de Hàixim ibn Abd-Manaf, que fou pare d'Abd-al-Múttalib ibn Hàixim, que al seu torn va tenir tres fills: al-Abbàs, Abd-Al·lah i Abu-Tàlib. Abd-Al·lah fou el pare de Mahoma.
Els omeies, que només descendien indirectament del profeta, trobaren gran dificultat en fer-se respectar pels àrabs de la península aràbiga i de les regions orientals; fou necessària la ferotge energia d'al-Hajjaj ibn Yússuf per assegurar llur supremacia i impedir que els descendents d'Alí ibn Abi-Tàlib arribessin al poder aprofitant la simpatia general de què eren objecte. Cap a la fi de l'època omeia el poder se'l disputaven dos grups xiites: els alides moderats, dirigits pels descendents d'Alí i la seva filla Fàtima, i els extremistes, dirigits pels descendents del mateix Alí i de Muhàmmad ibn al-Hanafiyya, que reberen el nom d'haiximites en al·lusió a Hàixim ibn Abd-Manaf, besavi de Mahoma. Els descendents d'al-Abbàs es declararen decidits protectors dels alides i després prengueren peu en la divisió d'aquest partit per a presentar en lloc secundari un dels seus membres com a hereu del califat.
El fundador del llinatge és al-Abbàs ibn Abd-al-Múttalib, oncle de Mahoma, el fill del qual fou Abd-Al·lah ibn al-Abbàs, que va tenir un fill anomenat Alí ibn Abd-Al·lah ibn al-Abbàs, que s'intitulà imam i que va deixar quatre fills (Muhàmmad, Abd-Al·lah, Issa i Sulayman). El fill gran, Muhàmmad ibn Alí ibn Abd-Al·lah, secretament reconegut com a imam a la mort d'Abu-Hixman, passà a ser el cap del partit dels haiximites a la mort del seu pare el 716 i començà immediatament un proselitisme que tingué especial ressò entre les classes humils, proletàries, i heterodoxes de l'imperi i, molt en concret, entre les minories religioses de la zona oriental de Pèrsia, al Coràsmia, on els mazdeistes i budistes es convertiren a l'islam per donar suport, armes en mà, la predicació d'un dels principals activistes haiximites: el persa Abu-Múslim. Muhàmmad ibn Alí ibn Abd-Al·lah fou pare d'Ibrahim ibn Muhàmmad, d'as-Saffah i al-Mansur, els dos primers califes abbàssides.

## Establiment de la dinastia
Els abbàssides, que havien adoptat el color negre per barrets vestits, i enarborant l'estendard negre que les profecies escatològiques de l'època atribuïen al Mahdi, s'aixecaren, i les seves forces, sortint de Coràsmia, venceren l'exèrcit omeia i creuaren l'Eufrates el 749. L'avanç victoriós dels revoltats no fou tallat ni per l'empresonament ni per la mort d'Ibrahim ibn Muhàmmad pel califa Marwan II. Immediatament es posà enfront de llurs partidaris el seu germà Abu-l-Abbàs, i les tropes governamentals manades pel califa en persona foren vençudes definitivament en la batalla del riu Zab el 750 per Abd-Al·lah ibn Alí, prop de la ciutat de Mossul i Abu-l-Abbàs, anomenat Saffâh o Essafah (el sanguinari) fou reconegut com a califa a Kufa el 750,
apoderant-se del califat. Marwan fugí a Egipte, però allà fou empresonat i executat, i es condemnà a una mort ignominiosa més de 60 individus de la família reial. Aconseguí escapolir-se d'aquesta persecució un net d'Hixam ibn Abd-al-Màlik anomenat Abd-ar-Rahman (servidor del pietós), el qual, després de portar una vida errant per Ifríqiya, desembarcà al Valiat de l'Àndalus, llavors província de l'imperi àrab, on fou molt ben acollit i proclamat emir, continuant en aquest país la dinastia omniada, que regnà prop de tres segles (756 - 1031).
La batalla del Talas contra la dinastia Tang marcà el final de l'expansió occidental del territori. El califa Harun ar-Raixid havia previst que després de la seva mort els seus dos fills lluitarien per la successió al califat i va decretar que al-Amín governaria el Califat Abbàssida fins a la seva mort, mentre que al-Mamun actuaria com a virrei de la província del Khorasan a l'est de l'Iran. Després, al-Mamun, o un dels seus fills succeïria al-Amin com califa, i a continuació algú triat per al-Amin, però això no va reeixir i la guerra civil dels abbàssides, del 811 al 813 va acabar amb victòria d'al-Mamun i la derrota i mort d'al-Amín.
La victòria dels abbàssides sobre els omeies es va fonamentar en el descontentament entre els ciutadans musulmans no àrabs, que eren tractats com a ciutadans de segona. La instauració de la dinastia es va fonamentar en el principi que tots els musulmans són iguals davant la llei. Els no àrabs accediren a alts càrrecs de l'administració, però els privilegis dels àrabs es mantingueren intangibles, absents d'impostos, i la política seguí les directrius de la dinastia anterior.
Els 37 califes abbàssides regnaren fins al 1258. Els seus dominis restaren reduïts als d'Àsia, després de l'emancipació del Califat de Còrdova sota els omeies, i d'Ifríqiya sota els aglàbides, poc temps després. Fomentaren la civilització en aquest continent. L'època de major esplendor fou el regnat d'Harun ar-Raixid, net de l'anomenat al-Mansur, que les llegendes presenten com un sobirà model, molt amant de la literatura i de les arts. Fou just i benigne, salvat en alguns casos, i el seu regnat va restar en la memòria de les nacions mahometanes com l'edat d'or de llur dominació.

## Califat de Bagdad
As-Saffah fou succeït pel seu germà Abu-Jàfar, anomenat pels occidentals al-Mansur, el Victoriós, des del 753 a 774 en referència que, per evitar que es revoltessin i acabar ràpidament amb els omeies, convidà a tots ells a un gran tiberi i els feu degollar, servint després la taula per a celebrar la festa. Al-Mansur fou un dels sobirans més cruels, però també un dels més grans que han existit. Consolidà la dinastia, perseguint els seus enemics, especialment els alides, agreujats per l'apartament en què els tenia, i fomentant entre els perses i els àrabs les tendències nacionalistes extremes, procurà unir els moderats, traslladant la capital de Kufa a Bagdad, fundada el 762 i situada en la zona fronterera d'ambdós pobles, des de la qual època fou la seu dels califes. Aquesta tendència del seu govern s'encarnà també en la intel·ligent família de ministres barmàquides oriünda de la Pèrsia oriental. Es va veure obligat a cedir l'autoritat sobre al-Andalus als omeies el 756, que van establir l'emirat de Qúrtuba, però van consolidar el seu poder amb la derrota de la revolta alida de 762 i 763, i al mateix temps, les campanyes contra els romans d'Orient en particular van continuar sent importants per al consum intern.
Portà l'Imperi a un alt grau de floriment, el qual, una mica pertorbat per les freqüents rebel·lions dels seus enemics, persistí encara sota el regnat del seu fill al-Mahdí (775 - 785) i dels seus nets al-Hadi (785-786) i Harun ar-Raixid (786-809).
Durant el govern d'Harun es notaren alguns senyals de decadència. Des del 803, mogut sens dubte per la gelosia, ensorrà els poderosos barmàquides. No va ser un sobirà intel·ligent des del moment que no pogué reprimir sinó de manera incompleta les rebel·lions, cada vegada majors, i la divisió testamentària de l'imperi entre els seus fills al-Amín (809-813), en qualitat de califa i sobirà de l'Occident, i al-Mamun, en la de governador de les províncies de l'Orient, fou el germen de la guerra civil, en la qual sucumbí al-Amín, derrotat per Tàhir, generalíssim d'al-Mamun. Continuant amb la tendència iniciada pels seus predecessors immediats, Harun ar-Raixid va tenir contactes molt més regulars amb els romans d'Orient, amb intercanvi d'ambaixades i cartes molt més habitual que sota els governants omeies, signe que els abbàssides havien acceptat que l'Imperi Romà d'Orient era un poder amb el qual havien de tractar en igualtat de condicions. Desitjant subratllar la seva pietat i el seu paper com a líder de la comunitat musulmana, Harun ar-Raixid va ser el més enèrgic dels primers governants abbàssides en la seva recerca de la guerra contra els romans d'Orient: en 796 va establir la seva seu a Ar-Raqqà, prop de la frontera, va complementar l'al-Thughur l'any 786 formant una segona línia defensiva al llarg del nord de Síria, l'al-Awàssim, i tenia fama de passar anys alterns dirigint el Hajj, però va haver de cedir la sobirania del Marroc als idrísides el 788, Ifriqiya i Sicília als aglàbides el 800, i va dirigir una campanya a Anatòlia, inclosa la més gran expedició reunida sota els abbàssides, l'any 806.

### Govern d'al-Mamun
Al-Mamun restablí l'ordre i contribuí en gran manera a l'edat d'or de floriment de les ciències, per la qual raó els àrabs (o millor dit els musulmans de totes les nacions que escriuen en àrab) han estat els intermediaris entre la civilització grega i l'occidental. Segons conten les cròniques, una nit se li aparegué en somnis Aristòtil i l'aconsellà que es preocupés de l'estudi de la ciència grega. Al despertar, el califa volgué fer realitat el somni i començà a cercar manuscrits dels savis de l'antiguitat, que pagà a preu d'or, i despatxà ambaixades a Constantinoble amb la fi d'adquirir les obres mestres de Plató, Aristòtil, Arquimedes i tots els savis que coneixia de nom. Per impulsar aquests estudis fundà dar al-hikma (Casa de la Saviesa), una espècie de biblioteca i scriptorium, en la qual treballaren quasi tots científics de nota de l'època i on el grec, el siríac i l'àrab eren llengües sovint utilitzades.
Al-Mamun va cedir el govern del Khorasan i Transoxiana als samànides en 819 pel seu suport en la Guerra Civil dels abbàssides, mentre les guerres civils es va succeir a l'Imperi Romà d'Orient, sovint amb el suport àrab, i amb el suport d'al-Mamun, Tomàs l'Eslau es va revoltar i en qüestió de mesos, només dos temes d'Anatòlia es van mantenir lleials a l'emperador Miquel el Tartamut. Quan els àrabs van capturar Tessalònica, la segona ciutat més gran de l'Imperi, va ser ràpidament represa pels romans d'Orient. El setge de Constantinoble de Tomàs el 821 no va superar les muralles de la ciutat, i es va veure obligat a retirar-se.
Únic amo de l'imperi, al-Mamun, va saber mantenir bones relacions amb els xiïtes i dolentes amb els sunnites i això es troba en la base de les discussions teologico-filosofiques que han escindit l'islam. Pels sunnites era qüestió de principis admetre que l'Alcorà, que conté la paraula de Déu, és etern i increat, és a dir, el Verb de Déu existia amb Aquest. Però al-Mamun, basant-se en el mateix Alcorà, en la sura 43, verset 2/3: «Ens hem donat (chaalna- hu) un Alcorà àrab», sostenia tot el contrari, així donava suport als mutazilites, partidaris del lliure albir. I com que volia que els funcionaris de l'administració compartissin les seves idees, decidí que aquests fossin interrogats sobre aquestes per la mihna, que havia actuat abans perseguint els heretges i relapses, per alliberar el govern d'heterodoxes. Els funcionaris es defensaren jurant en fals (l'islam admet la taqyya o abjuració, en el cas que la vida dels seus fidels estigui en perill) o resistint-se i anant a parar amb llurs ossos a la presó i al turment, com va ocórrer amb el gran jurista Ibn Hanbal. La mort d'al-Mamun marca el principi de la fi de l'època dorada de la dinastia.

### Declivi
Al-Mútassim, a causa dels constants aldarulls de Bagdad, traslladà la seva residència a Samarra, a la vora del Tigris, i fundà els mamelucs, una nombrosa guàrdia d'esclaus. El seu fill al-Wàthiq (842-847) feu créixer l'odi que per totes parts li tenien a causa de la seva gasiveria i de la persecució dels ortodoxos.

Mapa que mostra la desintegració del Califat Abbàssida

al-Mutawàkkil (847-861), elevat per la guàrdia a la dignitat de califa, tractà d'assegurar-se el suport de l'ortodòxia, que influïa molt sobre el poble, mitjançant l'aboliment del dogma d'al-Mamun i la persecució dels teòlegs liberals; però com a sobirà fou luxuriós i cruel. Intentà ampliar les bases del seu poder, però a penes tingué èxit malgrat haver derogat el decret d'al-Mamun sobre la creació de l'Alcorà, posà la mihna al servei del que tradicionalment s'entenia per ortodòxia i reforçà les mesures discriminatòries respecte de cristians i jueus. El califat, però, caigué en l'anarquia de Samarra, dividit en moltes faccions i el seu propi fill al-Mustànsir es conjurà contra ell, i amb l'auxili de la guàrdia turca, el feu assassinar, però morí el 862, probablement per emmetzinament. A la seva mort, la més espantosa anarquia feu osca a l'Iraq, on un segle de bon govern havia permès que s'estructurés una societat capitalista molt evolucionada.
A causa de les guerres civils l'imperi es va anar disgregant. Els esclaus negres zanj es revoltaren el 868 i controlaren l'Iraq meridional, bona part de Pèrsia i posaren en perill la mateixa capital. Els càrmates, basant-se en les doctrines d'Abu-Dharr al-Ghifarí van crear el 894 un estat a Badiyat al-Sham, a cavall de Síria, Mesopotàmia i el Nechd. Un impost progressiu sobre la renda havia d'acabar amb la igualtat econòmica de tots els ciutadans. A l'extrem occidental, triomfaven les doctrines ismaïlites, que donarien origen a l'anticalifat fatimita i al califat de Còrdova; a Pèrsia era la mateixa xiïta, en la seva expressió més original, la que feia impossible el govern des de Bagdad.
Els califes que foren succeint-se, elevats, quasi tots ells, al tron per la guàrdia: al-Mustaín fins al 866, al-Mútazz fins al 869, al-Muhtadí fins al 870, al-Mútamid fins al 892, al-Mútadid fins al 902, al-Muktafí fins al 908, al-Múqtadir fins al 932, al-Qàhir fins al 934, ar-Radi fins al 940, al-Muttaqí fins al 944.
El procés de disgregació i descomposició conegué un breu parèntesi durant el regnat d'al-Mútamid, que implantà l'ordre a Bagdad i va contenir els càrmates i els esclaus negres zanj. Al-Mutadid restablí l'autoritat a Pèrsia i Egipte però els seus successors veieren com es restringia la seva zona d'influència i d'autoritat, i van haver de delegar el poder reial en un Amir al-umara (Príncep dels prínceps), calc del títol califal de Príncep dels creients.
Sorgiren arreu governadors que es feren independents, lliurats a una vida de cràpules: els aglàbides a l'Àfrica occidental; els tulúnides a Egipte; els hamdànides al nord de Síria; els safàvides a Pèrsia; els samànides a Coràsmia; els alides, als encontorns del mar Caspi, mentre que grans porcions de l'imperi foren per les sectes dels ismaelites, càrmates i fatimites. En pujar al tron el califa al-Mustakfí, el 944, quedà reduït el seu govern a la ciutat de Bagdad.

### Tutela buwàyhida
El cap dels buwàyhides, Muïzz-ad-Daula, s'aprofità, el 946, de la feblesa d'al-Mustakfí per apoderar-se de Bagdad. El califa fou cegat i al-Mutí nomenat com a successor. S'establí la necessitat de l'existència del califa per a la supervivència de l'islam i es feu d'aquest postulat la peça clau de la doctrina política de l'Estat. El càrrec de califa, ombra de Déu en la terra, posseïdor dels poders temporal i espiritual, de conducta sempre recta dintre dels límits de la xaria restà reduït a una simple funció decorativa, destinat a legitimar el poder temporal dels que l'assolissin, el sol·licitessin i sempre que llurs interessos no contraposessin als dels Amir al-umara.
El Califat Abbàssida degué la seva salvació a la tutela que exerciren els seus propis enemics mentre contribuí a escindir el xiisme i a treure impuls al seu sector extremista representat pels fatimites, que un cop ocuparen Egipte constituint un perill per al Pròxim Orient veieren neutralitzats llurs esforços per les prèdiques dels xiïtes duodecimams, que creien que el califat pertanyia a Muhàmmad al-Mahdí, el dotzè descendent d'Alí ibn Abi-Tàlib, que havia desaparegut un segle abans, passant a ser l'imam ocult. Els fatimites foren incapaços d'apoderar-se de les costes del golf Pèrsic, que controlaven des de temps immemorial el comerç amb Indonèsia i la Xina i procuraren desviar el tràfic marítim envers el mar Roig, en el seu poder, i aprofitaren l'avinentesa de què el terratrèmol de 977 havia destruït el gran port de Siraf, deixant en la ruïna als armadors que hi residien.
La decadència buwàyhida semblava que anava a deixar caure la dinastia abbàssida en mans dels fatimites i durant uns quants anys l'oració es feu en el mateix Bagdad, ocupada pel general turc al-Basasiri, en nom de l'anticalifa del Caire. Però fou per poc temps.

### Dominació seljúcida
Les tribus turques de l'Àsia central havien començat llur emigració vers Occident i els seljúcides menats per Toghril Beg I, ocuparen Bagdad, restituïren en la seva funció legitimadora el califa i feren que s'atorgués al seu cap el títol honorífic de soldà. Aquest mot, que apareix per primera vegada en aquesta època amb valor polític, implica la idea d'ostentador efectiu del poder.
Els seljúcides, sunnites, ortodoxos, i sense vel·leïtats envers el xiisme, al qual combateren materialment i esperitualment, salvaren durant més d'un segle la vella dinastia àrab, per a la qual ésser dòcil als nous amos degué ser relativament fàcil. La creació de les madrasses, embrió de les futures universitats, permeté formar ideològicament els quadres de l'administració i els alfaquins. El xiisme, molt afeblit per l'anquilosament del califat Fatimita i escindit en infinitat de grups, intentà sobreposar-se a la seva desaparició mitjançant la secta dels assassins, assassinant a traïció les més altes dignitats de l'estat seljúcida.

### Restitució d'an-Nàssir
A finals del segle xii, an-Nàssir aconseguí que se'l restituís el territori de Bagdad com a principat independent aprofitant les circumstàncies internes i externes que se li presentaven: el perill mongol obligava els Kwarizm-xah perses a preocupar-se de la seva frontera oriental, i els croats atreien les forces dels aiúbides, mentre les querelles internes anul·laven el poder dels últims seljucides, i així, a partir de 1194, aprofitant el buit de poder creat a l'Iraq, exercí de fet les seves atribucions temporals.
Ocupada Pèrsia pels mongols, Hülegü, net de Genguis Kan, amb les seves hosts conquerí Bagdad
el 10 de febrer de 1258 (Setge de Bagdad), i el califa al-Mustàssim fou executat. La rendició de Bagdad representà un fort cop per l'islam, tan fort com fou per la cristiandat la caiguda de Constantinoble en mans dels turcs otomans un parell de segles després.

## Disgregació del califat
La liquidació dels omeies en un tiberi en època d'Abu-l-Abbàs donà origen a la primera escissió territorial important sorgida en els dominis de l'islam, car Abd-ar-Rahman aconseguí arribar a Espanya i crear l'Emirat de Còrdova el 756.
En les mateixes províncies orientals naixia un sentiment nacionalista que contribuí a fer més difícil la convivència entre àrabs i indígenes. Moltes províncies estaven en revolució constant en mans dels xiïtes o jarixites i en comptes de ser una font d'ingressos ho eren de despeses, a causa de l'elevat cost de les forces que havien d'assegurar una ficció d'autoritat. A partir de la instauració de la dinastia abbàssida, els intents per sotmetre les províncies rebels es van espaiant i adquiriren consciència que podien organitzar-se al marge de Bagdad, tallant els vincles administratius sempre que mantinguessin una ficció unitària i respectessin la menció del nom del califa en les pregàries religioses. La independència de les primeres províncies constituí un fet greu però no irreparable. En els casos en què primaven les tendències heterodoxes la separació política era més radical, però sense una extraordinària virulència, car els seus actors no adopten un títol califal.

## Soldanat del Caire

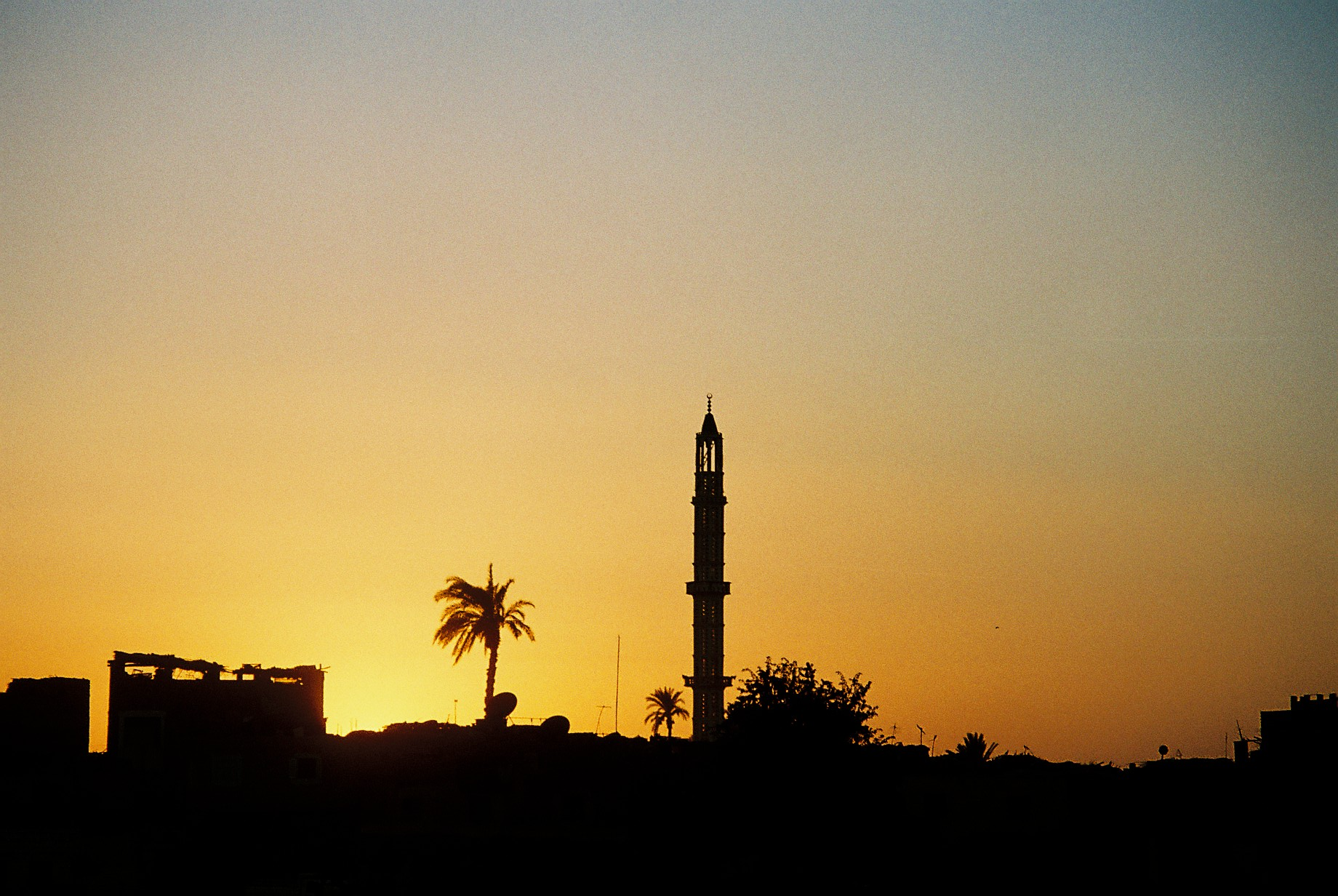
Posta de sol al Nil

Durant la dinastia aiúbida els mamelucs es van anar integrant progressivament en l'estructura de poder i van acabar formant part de les intrigues de la cort. El juny de 1249, quan la Setena Croada liderada per Lluís IX de França va atacar Egipte i el sultà as-Sàlih Ayyub va morir, el mamelucs van prendre el poder i van contraatacar. Van derrotar els croats i van fer presoner el rei Lluís, pel quam van obtenir una recompensa de 250.000 lliures. El comandant mameluc Aybak va ser assassinat pel vice-regent Qútuz, que seria el fundador formal del primer soldanat mameluc d'Egipte i de la dinastia bàhrida.
En 1252 el Gran Khan Möngke va encarregar una campanya dirigida pel seu germà Hülegü contra els nizaris i el califat abbàssida per establir un nou kanat a la regió: l'Ilkanat. El 1258, quan les tropes mongoles d'Hülegü van saquejar Bagdad i Damasc, van exigir la rendició del Caire. Qútuz va fer matar els enviats d'Hülegü i va aconseguir derrotar els mongols en la batalla d'Ayn Jalut. Quan el victoriós Qútuz va tornar al Caire, va ser assassinat pel general Bàybars, que prengué el poder.
Aquesta dinàmica continuaria en els següents segles, ja que el règim mameluc afavoria les intrigues i els complots: cada sultà que obtenia el poder expulsava tots els homes de confiança del seu predecessor i ocupava els càrrecs amb gent del seu propi clan. Això creava constants lluites de poder i ànsies de venjança. Dels quaranta-cinc soldans mamelucs a Egipte, vint-i-dos van accedir al poder per mètodes violents. La durada mitjana del regne dels soldans era de set anys. El soldanat mameluc va continuar fins al 1517, en què Egipte va ser conquerit per l'Imperi Otomà. La institució dels mamelucs continuaria sota el poder turc, però ja no governaven el soldanat.

## Administració
Al-Mansur pot ser considerat el veritable assentador de la dinastia després de desfer-se dels massa idealistes, com Abu Muslim, que no entenien els sacrificis particulars en llor de la majoria, i dels massa servils que intentaven adorar-lo com encarnació de Déu. Reorganitzà l'administració, fundà Bagdad i intentà consolidar la seva autoritat reforçant els vincles religiosos amb preferència als racials. En aquest aspecte, la política abbàssida serà constant i tendirà a desfer la situació establerta en favor dels àrabs per Úmar ibn al-Khattab, assolit finalment per al-Mútassim un segle després.
L'àrab continuà sent la llengua oficial de l'administració, i l'estructura administrativa va respondre a la utilitzada pels sassànides en substituició de l'esquema llatí utilitzat pels governs omeies. Conseqüències menys greus va tenir la seva entrada en l'ortodòxia: era impossible governar tants milions de súbdits que no compartien les idees extremistes en nom de les quals s'havia fet la revolució, i la domesticació posterior dels xiïtes, a base d'omplir-los de prebendes o de liquidar-los a traïció.
Tots aquests canvis foren introduïts mitjançant una hàbil propaganda. El califa es preocupà d'atraure els intel·lectuals, especialment els poetes, que amb llurs versos representaren en la societat medieval un paper semblant al dels actuals periodistes; ensems procurava que circulessin anècdotes i dites capaces d'impressionar al poble en el sentit que convenia als seus interessos particulars. Aquesta propaganda, continuada pels seus successors, serví per representar els amos del poder com un cistell de virtuts quan, més d'una vegada, eren uns hipòcrites i llibertins.
Al-Mahdí acabà d'estructurar els diferents ministeris: el d'Hisenda, que per subvenir les seves necessitats hagué de recórrer a gavelles extraordinàries no previstes en l'Alcorà i que tendí a augmentar desmesuradament els drets de duana: en certa forma, i en connexió amb aquest departament, es trobaven les oficines de les cases civils i militar del califa, que funcionaren esporàdicament, i les del tribunal de comptes; a part estaven els ministeris de comunicacions (correu, coloms missatgers i el telègraf òptic a base de focs, que era capaç de transmetre una notícia des d'Alexandria a Gibraltar en una nit serena); de l'exèrcit, d'interior, i un tribunal de cassació què, trasplantat a al-Ándalus, tal vegada constituí el model del Justícia d'Aragó. Igualment se li deu l'organització d'una oficina destinada a vetllar per la puresa de la fe, que si inicialment es dedicà a perseguir als mazdaistes, acabà volent implantar l'ortodòxia tal com l'entenia el govern i, en aquest aspecte, fou una mena d'Inquisició estatal.
Harun ar-Raixid, el seu fill i successor (785-809), marca l'apogeu de la dinastia: va vèncer totes les insurreccions que contra ell s'alçaren i al final del seu regnat es deslliurà de la influència dels visirs barmekies, que des de feia 50 anys administraven l'imperi. En canvi, va haver de suportar o reconèixer que les províncies més llunyanes escapessin de les seves regnes: el Marroc, amb Idrís al-Àkbar (788), i Tunísia (800), amb Ibrahim ibn al-Àghlab. Si en algun cas, l'últim per exemple, la independència restava dissimulada mitjançant l'aparença d'una delegació de funcions (i entre elles l'encunyació, cobrament d'impostos, nomenaments de funcionaris, etcètera), no per això era menys efectiva.

## Abbàssides de Bagdad
- Abu-l-Abbàs as-Saffah 750 - 754
- al-Mansur 754 - 775
- al-Mahdí 775 - 785
- al-Hadi 785 - 786
- Harun ar-Raixid 786 - 809
- al-Amín 809 - 813
- al-Mamun 813 - 833

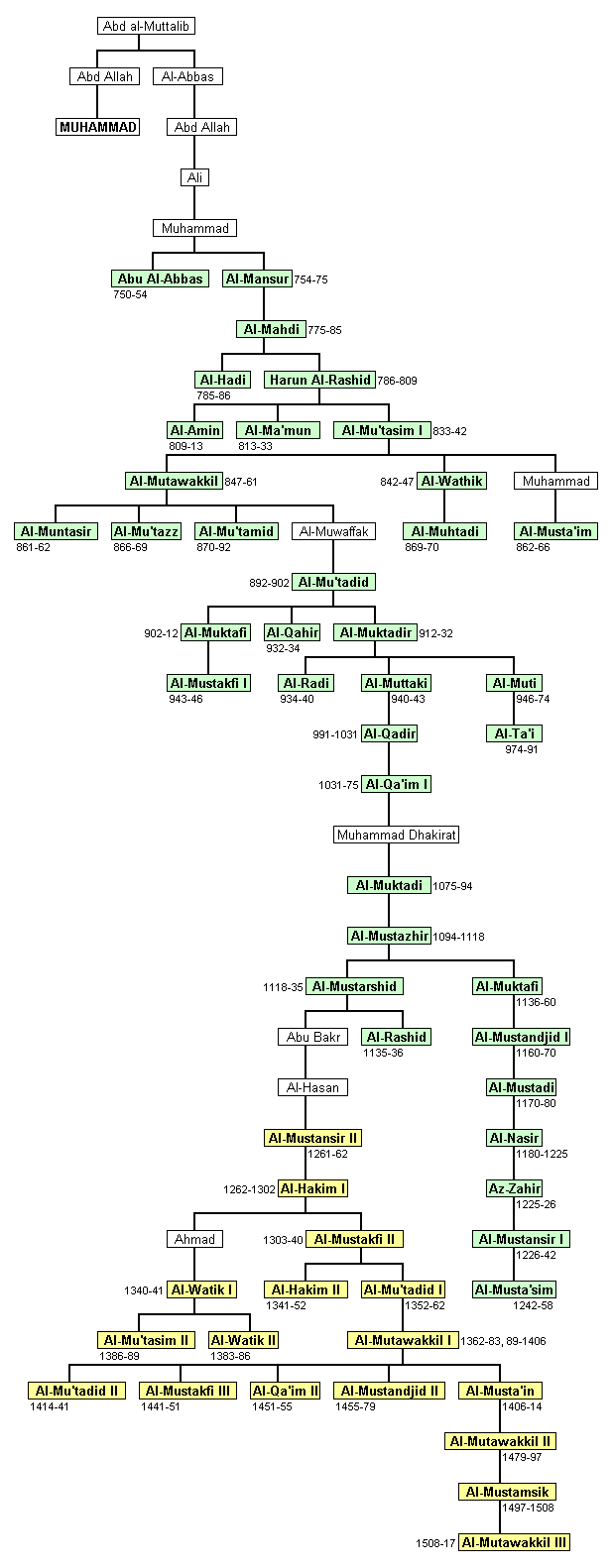
Arbre genealògic de la família Abbàssida. En verd, els califes de Bagdad. En groc, els califes del Caire.

- al-Mubàrak 817 - 819 (només a l'Iraq)
- al-Mútassim 833 - 842
- al-Wàthiq 842 - 847
- al-Mutawàkkil 847 - 861
- al-Múntassir 861 - 862
- al-Mustaín 862 - 866
- al-Mútazz 866 - 869
- al-Muhtadí 869 - 870
- al-Mútamid 870 - 892
- al-Mútadid 892 - 902
- al-Muktafí 902 - 908
- al-Múqtadir 908
- al-Múntassif 908 (califa durant vint-i-quatre hores)
- al-Múqtadir 908 - 932 (restablert)
- al-Qàhir 932 - 934
- ar-Radi 934 - 940
- al-Muttaqí 940 - 944
- al-Mustakfí 944 - 946
- al-Mutí 946 - 974
- at-Tàï 974 - 991
- al-Qàdir 991 - 1031
- al-Qàïm 1031 - 1075
- al-Muqtadí 1075 - 1094
- al-Mústadhhir 1094 - 1118
- al-Mústarxid 1118 - 1135
- ar-Ràixid 1135 - 1136
- al-Muqtafí 1136 - 1160
- al-Mústanjid 1160 - 1170
- al-Mústadi 1170 - 1180
- an-Nàssir 1180 - 1225
- adh-Dhàhir 1225 - 1226
- al-Mustànsir 1226 - 1242
- al-Mustàssim 1242 - 1258

## Abbàssides d'Egipte
- al-Mustànsir 1261
- al-Hàkim I 1262 - 1302 (possible descendent d'ar-Raixid, seria al-Hàkim ibn Alí ibn Abi-Bakr ibn Hussayn ibn ar-Raixid; o descendent del germà d'ar-Raixid, Abu-Bakr, llavors seria al-Hàkim ibn Hàssan ibn Alí ibn Abi-Bakr)
- al-Mustakfí I 1302 - 1340
- al-Wàthiq I 1340 - 1341
- al-Hàkim II 1341 - 1352
- al-Mútadid I 1352 - 1362
- al-Mutawàkkil I 1362 - 1377
- al-Mustàssim 1377
- al-Mutawàkkil I (segona vegada) 1377 - 1383
- al-Wàthiq II 1383 - 1386
- al-Mústassim (segona vegada) 1386 - 1389
- al-Mutawàkkil I (tercera vegada) 1389 - 1406
- al-Mustaín 1406 - 1414
- al-Mútadid II 1414 - 1441
- al-Mustakfí II 1441 - 1451
- al-Qàïm 1451 - 1455
- al-Mustànjid 1455 - 1479
- al-Mutawàkkil II 1479 - 1497
- al-Mustàmsik 1497 - 1508
- al-Mutawàkkil III 1508 - 1516
- al-Mustàmsik com a representant d'al-Mutawàkkil III 1516 - 1517